# Pinguicula
Pinguicula là một chi thực vật ăn thịt sử dung tuyến lá dính để thu hút, bẫy và tiêu hóa côn trùng để bổ sung dinh dưỡng nghèo nàn chúng có được từ môi trường. Trong số gần 80 loài hiện đang được biết đến loài, 12 có nguồn gốc từ châu Âu, 9 đến từ Bắc Mỹ, và một số ở miền Bắc Á. Số lượng lớn nhất của các loài tại Nam và Trung Mỹ.